# Lacul Dalai-Nor
Lacul Dalai-Nor (Dalai Nur, Dalai Nor este denumirea a două lacuri în estul Mongoliei.

## Primul lac
Numit și Kulu-Nor este în apropiere de frontiera sovietică (Transbaikalia) situat sub paralela de  49°  latutudine nordică. Lacul are un perimetru de  290 km. El se varsă în partea de estică a Mării Nordului.

## Al doilea lac
Se află la laritudinea de  43° 20' fiind lacul cel mai mare din Mongolia de est. Lacul este înconjurat de o regiune colinară cu vegetație de stepă,  având  altitudine de 1400 m are un perimetru de 65 km, are patru afluenți și este un lac sărat bogat în pește. In cea mai mare parte a anului este înghețat.
1. ↑  Geographic Names Server, 11 iunie 2018
2. ↑   http://www.cflyxx.com/index.php/info/829.html Lipsește sau este vid: |title= (ajutor)